# Kilcock
Kilcock (forma anglicizzata) o Cill Choca (in irlandese) è un villaggio nel nord di Kildare, Irlanda, sul confine con la contea di Meath. Trovandosi a pochi chilometri distanza dalla città di Dublino, Kilcock è residenza di molti pendolari.
Tra le industrie locali ricordiamo un grande magazzino di distribuzione della catena SuperValu e la fabbrica di gomme da masticare Zed Gum (precedentemente nota come Leaf).
La città sorge "sulle rive del Royal Canal", come nei versi di una canzone tradizionale.
Qui nacque il calciatore Mick O'Brien. 

## Storia locale
Il nome di Kilcock deriva da Santa Coca, santa del VI secolo nota per aver fondato una chiesa sul fiume Rye e che la tradizione indica come sorella di San Kevin di Glendalough; il suo compito era di ricamare gli abiti religiosi, tra i quali quelli indossati da St. Colmcille. Si pensa che un pozzo sacro a lei dedicato e presunto perduto nei campi di Kilcock si trovi in realtà nell'area sul retro della banca; la sua festa si tiene il 6 giugno. Tuttavia, questa commemorazione è di natura recente poiché quando nel 1837 fu fatto il censimento dell'area venne scritto 'in questa parrocchia non ci sono rovine di alcuna chiesa e non vi è alcun santo patrono...non si sa da cosa derivi il nome Cille Choc.' La chiesa parrocchiale odierna venne costruita dall'architetto J.J. McCarthy per £10,000, fu consacrata nel 1867 e dedicata a Santa Coca.
Nell'VIII secolo fu luogo di una battaglia tra re rivali nei pressi della chiesa di Santa Coca, poi nel territorio di Carbury e vicino al confine tra Leinster e Meath. Il riferimento storico successivo è di alcune centinaia di secoli più tardi, quando si parla di Kilcock come di una proprietà dell'ospedale di S. Giovanni di Gerusalemme a Kilmainham, nel 1303.
La chiesa di Santa Coca si erge in suo onore al centro del villaggio. Al suo interno si può ammirare una recente icona rappresentante la santa.
https://web.archive.org/web/20071117020621/http://www.kilcockparish.net/popup_4_f.html

## Attrazioni locali
Kilcock vanta la sua presenza in un capitolo fondamentale per la storia del Gaelic Athletic Association(GAA) della contea di Kildare http://kildare.gaa.ie/ Archiviato il 21 maggio 2008 in Internet Archive.
La biblioteca del villaggio ha una raccolta di scritti della poetessa Teresa Braydon nata a Kilbrook. Oggetto della sua opera più famosa è la Old Bog Road, che si trova 4.5 km a ovest del paese.  Archiviato l'8 luglio 2011 in Internet Archive.
Bridestream, una casa del XVIII secolo, ha un allevamento di animali rari aperto al pubblico.
Larchill, uno dei giardini d'Irlanda più importanti, da poco riscoperto, fu creato nel XVIII secolo come 'Ferme Ornée' (fattoria ornamentale) ed è l'ultimo giardino di questo genere presente in Europa.
Bellissime passeggiate tra viali di larici collegano dieci attrazioni classiche e gotiche. Vi è un pittoresco lago di 8 acri con due isolette che sembrano fatate, un giardino circondato da un muro al cui interno si trova una torre delineata da gusci e un cortile gotico modello.
Kilcock Art Gallery - La galleria fu fondata nel 1978 da Breda Smyth e inaugurata da George Campbell R.H.A., da allora vi sono state esibizioni di quadri, sculture e stampe di tutti i maggiori artisti irlandesi. https://web.archive.org/web/20060904024013/http://www.kilcockartgallery.com/
Canottaggio
Trovandosi così vicina al canale, non sorprende che Kilcock sia il villaggio perfetto per fare del canottaggio. Ogni settembre si svolge a Kilcock la International Canoe Polo Competition che attira molti spettatori e curiosi. Ogni sabato mattina è invece possibile per i bambini di tutte le età provare l'ebbrezza del canottaggio. http://www.KilcockCanoePoloClub.com/
18 Hole Golf Club
La struttura è aperta dall'alba al tramonto con Putting Green e aree di allenamento a disposizione di tutti. Restrizioni durante il weekend. 
Chiesa Cattolica di Santa Coca https://web.archive.org/web/20071020032218/http://www.kilcockparish.net/index.asp